# Askold (1900)
Askold ros. Аскольд) – rosyjski krążownik pancernopokładowy z okresu wojny rosyjsko-japońskiej, zbudowany w Niemczech, nazwany na cześć wodza ruskiego, legendarnego Warega – Askolda.

## Budowa
Był to jeden z trzech podobnych dużych krążowników pancernopokładowych zamówionych przez Rosję w ramach programu z 1898 w różnych stoczniach zagranicznych specjalnie dla służby na Dalekim Wschodzie (pozostałe to „Wariag” i „Bogatyr’”). „Askold” zbudowany został w niemieckiej stoczni Germania w Kilonii, której projekt zwyciężył w rozpisanym w tym celu konkursie.
Budowę okrętu rozpoczęto oficjalnie 8 lipca 1899, a już wcześniej 11 stycznia 1899 został wciągnięty na listę floty. Okręt wodowano 2 marca 1900, a oficjalnie wszedł do służby we flocie rosyjskiej 12 stycznia 1902. Do 27 września 1907 klasyfikowany był jako krążownik I rangi (daty powyżej według kalendarza juliańskiego). Nazwę „Askold” wcześniej nosiły 2 okręty XIX-wieczne – fregata wodowana w 1854 i korweta wodowana w 1863, na cześć księcia kijowskiego zmarłego w 882.

## Opis i ocena
„Askold” był najszybszym z krążowników zamówionych w ramach programu 1898 roku – na próbach rozwinął prędkość maksymalną 24 węzły, co powodowało, że był jednym z najszybszych krążowników na świecie. Był przy tym najtańszy spośród zamówionych – cena z wyposażeniem ok. 5 mln rubli. W porównaniu z „Wariagiem” miał lepiej chronioną oraz lepiej rozmieszczoną artylerię (po 5 pojedynczych dział na burtach, jedno na dziobie i rufie – przy takiej samej liczbie 12 dział, salwę burtową tworzyło 7 dział w porównaniu z 6 „Wariaga”; w kierunku dziobu lub rufy mogły strzelać po 3 działa). Miał także bardziej niezawodny napęd. Szybkość osiągnięto jednak kosztem ciasnoty w pomieszczeniach i mniejszej wytrzymałości kadłuba. Wizualnie wyróżniał się wśród innych okrętów tej klasy posiadaniem aż pięciu cienkich kominów oraz gładkim pokładem, z małą nadbudówką dziobową przesuniętą w stronę dziobu. Brak podniesionego pokładu dziobowego powodował nieco gorsze własności morskie, a w celu uniknięcia zalewania przez fale, działo dziobowe było umieszczone na nadbudówce. „Askold” znacznie przewyższał zamówione wcześniej rosyjskie okręty typu Diana (programu 1895). Przewyższał też większość japońskich krążowników pancernopokładowych, które były mniejsze, niemniej jednak ocenia się, że chybiona była sama koncepcja dużych krążowników pancernopokładowych, a doświadczenia wojny wykazały znacznie większą przydatność niewiele większych i droższych krążowników pancernych.

## Służba

### Początek służby i wojna rosyjsko-japońska
Po wejściu do służby, „Askold” przypłynął do Rosji w lutym 1902. Następnie, we wrześniu tego roku wypłynął z Bałtyku na Daleki Wschód, w skład Eskadry Oceanu Spokojnego i w lutym 1903 zawinął do nowej bazy Port Artur. W tym roku dwukrotnie odbył wizyty kurtuazyjne do portów japońskich Kobe i Nagasaki, pływał też do Władywostoku.

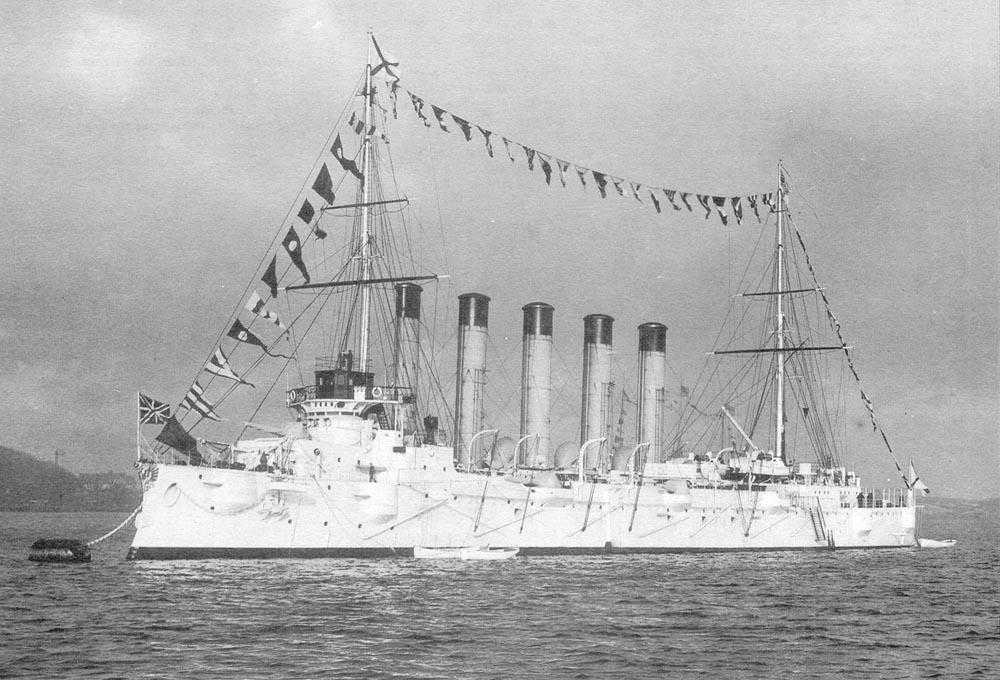
„Askold” w 1902, w malowaniu pokojowym

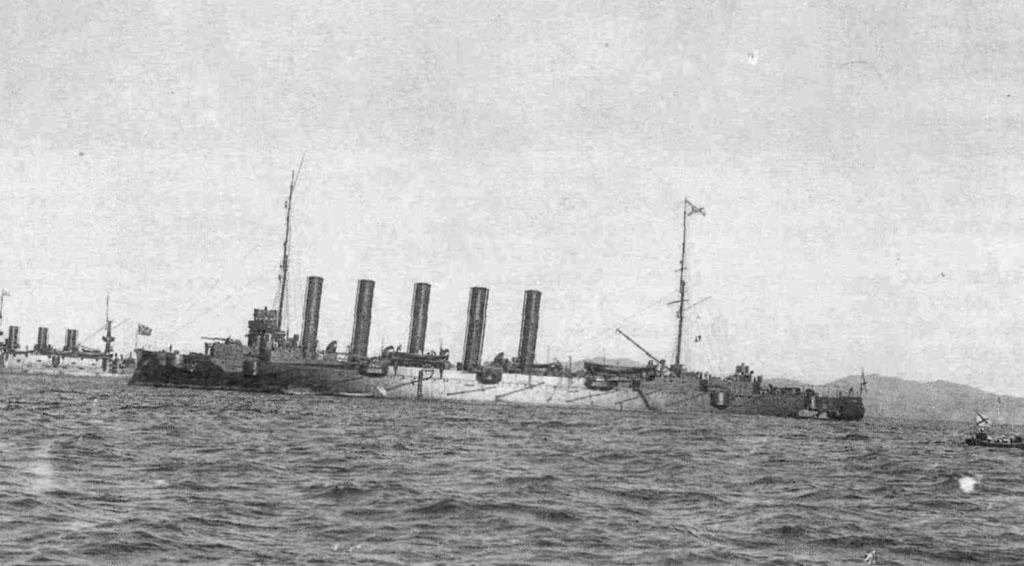
„Askold” w Port Artur, w szarooliwkowym malowaniu ochronnym

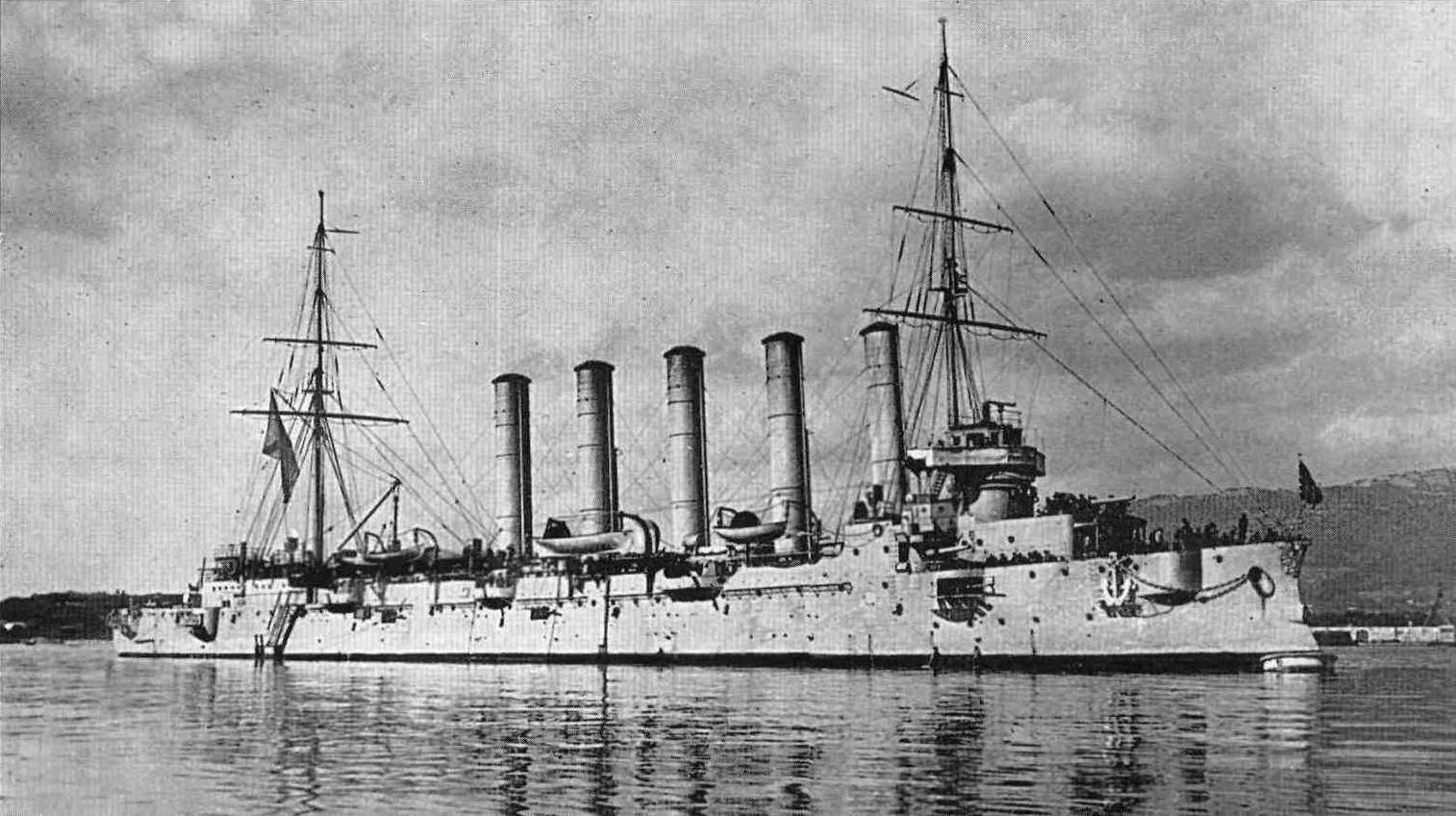
„Askold” podczas I wojny światowej

Podczas pierwszej fazy wojny japońsko-rosyjskiej, począwszy od japońskiego ataku 9 lutego 1904, „Askold”, stacjonując w Port Artur aktywnie uczestniczył w walkach z japońską flotą wokół Port Artur. Podczas bitwy 10 lutego, razem z krążownikami „Bajan” i „Nowik” wstąpiły jako pierwsze w bój z japońskimi siłami głównymi. „Askold” został lekko uszkodzony 6 trafieniami, z tego jeden pocisk przebił zasobnię węglową na linii wodnej, inny uszkodził działo 152 mm (zginęło 4 marynarzy, raniono 10). 24 lutego uczestniczył z pozostałymi krążownikami w starciu z japońskimi krążownikami, a 25 lutego z japońskimi siłami głównymi. Od marca „Askold” był okrętem flagowym naczelnika zespołu krążowników, kmdra N. Rejzensztajna (pierwszego dowódcy „Askolda”), pływał też przejściowo pod flagą głównodowodzącego obroną admirała Stiepana Makarowa.
10 sierpnia 1904 „Askold” uczestniczył w bitwie na Morzu Żółtym. Podejmując próbę przebicia się do Władywostoku pod ogniem japońskich okrętów, krążownik został poważnie uszkodzony (4 przebicia pod linią wodną i 6 nawodnych, uszkodzone 2 kominy i duża część artylerii, 11 zabitych i 48 rannych). Według relacji rosyjskich, zadał też niewielkie uszkodzenia japońskim krążownikom pancernym „Asama” i „Yakumo”. „Askold” zdołał się przebić, lecz mimo to z uwagi na uszkodzenia zmuszony był zawinąć do chińskiego portu w Szanghaju, gdzie został internowany 13 sierpnia. Po zawarciu pokoju, został w październiku 1905 zwrócony Rosji i przebazowany do Władywostoku.
Od czerwca 1906 wchodził w skład Flotylli Syberyjskiej, zastępującej dawną Eskadrę Oceanu Spokojnego. Od 1908 był jej największą jednostką i okrętem flagowym. Od początku 1911 do października 1912 przechodził kapitalny remont we Władywostoku.

### I wojna światowa i wojna domowa
Po wybuchu I wojny światowej, pod koniec sierpnia 1914 wszedł w skład eskadry sojuszniczej państw Ententy (wraz z brytyjskimi krążownikami HMS „Minotaur” i HMS „Yarmouth”, japońskimi „Ibuki” i „Chikuma” oraz rosyjskim „Żemczug”). Głównym zadaniem było poszukiwanie niemieckiej dalekowschodniej eskadry krążowników wiceadm. von Spee i niemieckich statków na południowym Oceanie Spokojnym. Osłaniał też konwoje na Oceanie Indyjskim. Po przebazowaniu z Dalekiego Wschodu, „Askold” działał w składzie sojuszniczych sił na Morzu Śródziemnym, u wybrzeża Turcji. W grudniu 1914 zdobył niemiecki statek handlowy pod Hajfą, następnie zatopił dwa statki tureckie. Na początku 1915 ostrzeliwał śródziemnomorskie wybrzeże Turcji. Od 19 lutego 1915 reprezentował flotę rosyjską w składzie licznego zespołu sojuszniczego biorącego udział w operacji dardanelskiej, przydzielony do francuskiej 6. eskadry. M.in. w dniach 25–26 kwietnia 1915 wziął udział w wysadzeniu i wsparciu francuskiego desantu pod Kum Kale, mającego stanowić dywersję dla głównego desantu (25 kwietnia wystrzelił 748 pocisków 152 mm i 1503 75 mm). W październiku 1915 działał u wybrzeża Bułgarii. W styczniu 1916 wziął udział w desancie zajmującym tureckie forty na półwyspie Kara Burnu.
Od marca do końca 1916 „Askold” przeszedł remont kapitalny w Tulonie we Francji. Od września 1916 jego dowódcą był Polak komandor Kazimierz Kietliński. Na okręcie panowały wówczas rewolucyjne nastroje załogi i rozprzężenie dyscypliny, a 1 września (19 sierpnia st. stylu) 1916 doszło do sabotażu w postaci spowodowania wybuchu prochu w naboju kalibru 75 mm w komorze amunicyjnej krążownika (nabój wybuchł nie powodując większych uszkodzeń okrętu). We wrześniu sąd wojenny skazał za to na rozstrzelanie czterech marynarzy i wyrok wykonano, mimo braku bezpośrednich dowodów winy (Kietliński został później za to zamordowany podczas rewolucji).
Jeszcze podczas remontu zdecydowano przydzielić „Askold” do Flotylli Oceanu Północnego (Lodowatego) i w grudniu 1916 wyruszył on z Tulonu, lecz po drodze doznał uszkodzeń w sztormie i musiał być remontowany w Devonport w Wielkiej Brytanii. W tym czasie w Rosji doszło do burżuazyjnej rewolucji lutowej, co podgrzało jeszcze bardziej radykalne nastroje części załogi i dowódca z trudem usiłował zapobiec wystąpieniom przeciw oficerom. 30 czerwca 1917 krążownik przybył do Murmańska, gdzie okręt objął nowy dowódca. Po bolszewickiej rewolucji październikowej w Rosji, „Askold” w listopadzie 1917 wszedł w skład radzieckiej Flotylli Oceanu Północnego, lecz nie był używany bojowo z uwagi m.in. na braki załogi. Podczas interwencji państw zachodnich, 14 lipca 1918 został zdobyty w Zatoce Kolskiej przez brytyjskie wojska interwencyjne i wcielony do brytyjskiej marynarki pod nazwą HMS „Glory” IV. Służył głównie jako hulk koszarowy w Archangielsku. Podczas wycofania interwentów, w 1919 został wycofany do Wielkiej Brytanii (na Szetlandy). W 1922 okręt został zwrócony Rosji radzieckiej (RSFSR) za zwrotem kosztów jego utrzymania, lecz z powodu kiepskiego stanu technicznego został w tym roku sprzedany do Niemiec na złom i złomowany w Hamburgu.

## Dane techniczne
- wyporność: na próbach – 5950 t, normalna – 6135 t
- wymiary:
  - długość: 132,5 m
  - szerokość: 15,6 m
  - zanurzenie: 6,2 m
- siłownia: 3 pionowe maszyny parowe potrójnego rozprężania o mocy 20 000 KM, 9 kotłów parowych Thornycroft(inne języki)-Schulz, 3 śruby napędowe
- szybkość maksymalna: 23,5 węzłów
- zapas paliwa – 700-1117 t (węgiel)
- zasięg: 4000 mil morskich / 10 w, 1580 Mm/20 w.
- załoga: 534 (w 1905) – 652 (w 1914)

Uzbrojenie:
- 1905
  - 12 dział kaliber 152 mm Canet wz. 1891, w stanowiskach na burtach, dziobie i rufie, z maskami pancernymi (12xI)
    - długość lufy L/45 (45 kalibrów), masa pocisku 41,5 kg, donośność 11 100 m, po 180 pocisków na działo

  - 12 dział 75 mm Canet wz. 1891, w stanowiskach na burtach, dziobie i rufie (2 działa zdjęte przed sierpniem 1904)
    - długość lufy L/50, po 300 pocisków na działo

  - 8 dział 47 mm Hotchkiss (2 można było ustawić na kutrach parowych)
  - 2 działka 37 mm Hotchkiss (można było ustawić je na kutrach parowych)
  - 2 ckm 7,62 mm Maxim
  - 6 wyrzutni torpedowych 381 mm (stałe nadwodne: dziobowa i rufowa, stałe podwodne: 2 burtowe, ruchome nadwodne: 2 burtowe)
  - + 2 działa 63,5 mm Baranowskiego wz. 1882 dla oddziałów desantowych
  - 35 min morskich
  - 2 kutry parowe z miotaczami min

- 1916-1920
  - 12 dział 152 mm Canet wz. 1891 L/45
  - 10 dział 75 mm Canet wz. 1891 L/50
  - 2 działa przeciwlotnicze 57 mm Hotchkiss
  - 4 działa 47 mm Hotchkiss
  - 2 działa plot 47 mm Hotchkiss
  - 2 działa 37 mm
  - 4 ckm 7,62 mm Maxim
  - 4 stałe wyrzutnie torpedowe 381 mm (nadwodne: dziobowa i rufowa, podwodne: 2 burtowe)
  - 2 kutry parowe

Opancerzenie: (stal Kruppa)
- pokład pancerny: 40 mm (inne dane: 51 mm)
  - skosy pokładu pancernego: 75 mm
  - skosy nad maszynownią: 100 mm
- stanowisko dowodzenia: 152 mm
- maski dział artylerii głównej: 25 mm
- przedziały wyrzutni torped: 60 mm
- masa pancerza: 705 t.